# Batalla de Perryville
La Batalla de Perryville, también conocida como la Batalla de Chaplin Hills, fue una de las mayores batallas acontecidas durante la guerra civil estadounidense, y marcó un punto decisivo en el fracaso de los intentos de invasión de territorio de la Unión por parte del ejército confederado.
Esta batalla se libró el día 8 de octubre de 1862 en Chaplin Hills, al oeste de Perryville, Kentucky, como culminación de la ofensiva confederada hacia el interior del territorio federal. Si bien el general confederado Braxton Bragg obtuvo una victoria táctica sobre las tropas del general de la Unión Don Carlos Buell, la batalla se considera una victoria estratégica del bando federal debido a la retirada de Bragg hacia Tennessee poco después. Así, la Unión retuvo el control de la crítica frontera de Kentucky por el resto de la guerra.

## La batalla
El 7 de octubre de 1862, el ejército de Buell, en persecución de Bragg, convergió en el pequeño pueblo de Perryville en tres columnas. Las fuerzas de la unión tuvieron primero algunas escaramuzas con la caballería confederada en Springfield Pike antes de que la lucha se hiciera generalizada en Peters Hill, al momento de llegar la infantería sureña. En ambos lados existía gran premura por lograr el acceso a agua fresca, lo que hizo inminente el enfrentamiento sin más demoras. Así, al amanecer del siguiente día, la lucha comenzó en los alrededores de Peters Hill cuando una división federal avanzó hacia las alturas, deteniéndose justo antes de la línea confederada. A mediodía, una división de estos últimos atacó el flanco izquierdo de las fuerzas federales, el primer cuerpo del general Alexander McCook, y los forzó a retirarse. Cuando más divisiones confederadas se unieron a la brega, las tropas de la Unión mantuvieron el campo tenazmente y contraatacaron, pero fueron obligadas nuevamente a retirarse.

## Desenlace
Buell, a unas millas de la acción, no se percató de que la batalla se estaba llevando a efecto y no envió refuerzos al frente hasta fines de esa tarde. Las tropas de la Unión, reforzadas en el flanco izquierdo por dos brigadas lograron estabilizar su línea, con lo que el ataque confederado fue eficazmente detenido. Poco después, tres regimientos confederados atacaron a la división federal en Springfield Pike, pero fueron repelidos obligándolos a replegarse en Perryville. Las tropas de la Unión iniciaron la persecución de los confederados, produciéndose escaramuzas en las calles de la ciudad hasta el anochecer. En esos momentos, tropas federales de refuerzo amenazaban el flanco izquierdo sudista, por lo que Bragg, corto de tropas y suministros, se retiró aprovechando la oscuridad de la noche y no se detuvo hasta entrar en el este de Tennessee.

## Relación de bajas
Considerando la cantidad de bajas en relación con las tropas efectivas en combate (22.000 federales y 16.000 confederados), esta batalla fue una de las más sangrientas de la guerra civil, y la más grande que se ha luchado en el estado de Kentucky.
Las bajas fueron 4.276 por parte de la Unión y 3.401 por los confederados, entre muertos, heridos y prisioneros.